# Jim Courier
James Spencer "Jim" Courier (sinh 17 tháng 8 năm 1970 tại Sanford, Mỹ) là cựu tay vợt chuyên nghiệp số 1 thế giới người Mỹ. Trong sự nghiệp, Courier vô địch 4 danh hiệu Grand Slam tại giải đơn, 2 tại Pháp Mở rộng và 2 tại Úc Mở rộng.

## Sự nghiệp quần vợt
Khi còn là một tay vợt thiếu niên trong những năm 1980, Courier gia nhập Học viện quần vợt Hoàng gia Nick Bollettieri và vô địch giải đấu uy tín Orange Bowl từ năm 1986 đến 1987 cũng như giải đôi trẻ tại Pháp Mở rộng.
Courier tham gia thi đấu chuyên nghiệp từ năm 1988 và mang về danh hiệu Grand Slam đầu tiên trong sự nghiệp tại Pháp mở rộng 1991 sau khi đánh bại người bạn đồng môn ở Học viện Nick Bolletieri là Andre Agassi trong 5 set. Trong năm này, Courier vào chung kết Mĩ mở rộng nhưng gác vợt trước Stefan Edberg.
Năm 1992 chứng kiến Courier đánh bại Edberg để giành chức vô địch Úc mở rộng, và ông đã ăn mừng bằng cách nhảy xuống Sông Yarra gần đó. Sau đó, ông tiếp tục gặt hái thành công bằng cách đánh bại các nhà vô địch Grand Slam trong tương lai Thomas Muster, Goran Ivanišević, Agassi và Petr Korda để bảo vệ thành công danh hiệu Pháp mở rộng của mình. Sau đó, Courier đã làm đám đông ở Paris bị mê hoặc bằng cách đọc bài phát biểu chiến thắng bằng tiếng Pháp. Tháng 2 năm này, Courier trở thành tay vợt thứ 10 trong lịch sử giành được ngôi số 1 thế giới kể từ khi bảng xếp hạng ra đời từ năm 1973. Cũng trong năm 1992, ông là tay vợt hạt giống hàng đầu tại Olympics ở Barcelona, nơi ông thua ở vòng thứ ba trước tay vợt giành huy chương vàng là Marc Rosset đến từ Thụy Sĩ. Courier kết thúc mùa giải này ở ngôi số 1 thế giới và còn là một thành viên của đội tuyển Davis Cup Mỹ giành chức vô địch trong năm 1992.
Năm 1993, Courier bảo vệ thành công ngôi vô địch Úc mở rộng và lọt vào chung kết Pháp Mở rộng năm thứ ba liên tiếp nhưng thua Sergi Bruguera. Courier cũng có mặt trong trận chung kết Wimbledon nhưng thua Pete Sampras.
Courier cũng là thành viên góp phần vào chiến thắng của Mĩ tại Davis Cup 1995.
Courier có tổng cộng 23 danh hiệu đơn, 6 danh hiệu đôi trong suốt sự nghiệp. Courier có 58 tuần giữ ngôi số 1 thế giới từ năm 1992 đến 1993. Ngoài ra, Courier còn thắng tại 4 trận chung kết Grand Slam.
Courier là tay vợt đầu tiên đội một chiếc nón chơi bóng chày khi thi đấu quần vợt. Courier được biết đến như một fan hâm mộ lớn của môn bóng chày, đội bóng yêu thích nhất của Courier là Cincinnati Reds.
Courier giã từ sự nghiệp năm 2000 và trở thành thành viên của Đài danh vọng quần vợt thế giới vào năm 2005.

## Các trận chung kết lớn

### Đơn: 7 (4 danh hiệu, 3 á quân)
| Kết quả | Năm  | Giải đấu            | Mặt sân | Đối thủ        | Tỷ số                        |
| ------- | ---- | ------------------- | ------- | -------------- | ---------------------------- |
| Vô địch | 1991 | French Open         | Đất nện | Andre Agassi   | 3–6, 6–4, 2–6, 6–1, 6–4      |
| Á quân  | 1991 | US Open             | Cứng    | Stefan Edberg  | 2–6, 4–6, 0–6                |
| Vô địch | 1992 | Australian Open     | Cứng    | Stefan Edberg  | 6–3, 3–6, 6–4, 6–2           |
| Vô địch | 1992 | French Open (2)     | Đất nện | Petr Korda     | 7–5, 6–2, 6–1                |
| Vô địch | 1993 | Australian Open (2) | Cứng    | Stefan Edberg  | 6–2, 6–1, 2–6, 7–5           |
| Á quân  | 1993 | French Open         | Đất nện | Sergi Bruguera | 4–6, 6–2, 2–6, 6–3, 3–6      |
| Á quân  | 1993 | Wimbledon           | Cỏ      | Pete Sampras   | 6–7(3–7), 6–7(6–8), 6–3, 3–6 |

### Đơn: 2 (2 á quân)
| Kết quả | Năm  | Giải đấu  | Mặt sân  | Đối thủ      | Tỷ số                   |
| ------- | ---- | --------- | -------- | ------------ | ----------------------- |
| Á quân  | 1991 | Frankfurt | Cứng (i) | Pete Sampras | 6–3, 6–7(5–7), 3–6, 4–6 |
| Á quân  | 1992 | Frankfurt | Cứng (i) | Boris Becker | 4–6, 3–6, 5–7           |

### Đơn: 5 (5 danh hiệu)
| Kết quả | Năm  | Giải đấu         | Mặt sân | Đối thủ          | Tỷ số                        |
| ------- | ---- | ---------------- | ------- | ---------------- | ---------------------------- |
| Vô địch | 1991 | Indian Wells     | Cứng    | Guy Forget       | 4–6, 6–3, 4–6, 6–3, 7–6(7–4) |
| Vô địch | 1991 | Miami            | Cứng    | David Wheaton    | 4–6, 6–3, 6–4                |
| Vô địch | 1992 | Rome             | Đất nện | Carlos Costa     | 7–6(7–3), 6–0, 6–4           |
| Vô địch | 1993 | Indian Wells (2) | Cứng    | Wayne Ferreira   | 6–3, 6–3, 6–1                |
| Vô địch | 1993 | Rome (2)         | Đất nện | Goran Ivanišević | 6–1, 6–2, 6–2                |

### Đôi: 5 (4 danh hiệu, 1 á quân)
| Kết quả | Năm  | Giải đấu     | Mặt sân | Đồng đội       | Đối thủ                        | Tỷ số         |
| ------- | ---- | ------------ | ------- | -------------- | ------------------------------ | ------------- |
| Vô địch | 1989 | Rome         | Đất nện | Pete Sampras   | Danilo Marcelino Mauro Menezes | 6–4, 6–3      |
| Vô địch | 1990 | Hamburg      | Đất nện | Sergi Bruguera | Udo Riglewski Michael Stich    | 7–6, 6–2      |
| Á quân  | 1990 | Rome         | Đất nện | Martin Davis   | Sergio Casal Emilio Sánchez    | 6–7, 5–7      |
| Vô địch | 1991 | Indian Wells | Cứng    | Javier Sánchez | Guy Forget Henri Leconte       | 7–6, 3–6, 6–3 |
| Vô địch | 1993 | Montreal     | Cứng    | Mark Knowles   | Glenn Michibata David Pate     | 6–4, 7–6      |

## Chung kết ATP

### Đơn: 36 (23 danh hiệu, 13 á quân)
| Giải đấu                      |
| ----------------------------- |
| Grand Slam (4–3)              |
| Year-end championships (0–2)  |
| ATP Masters Series (5–0)      |
| ATP Championship Series (5–3) |
| ATP World Series (9–5)        |

| Mặt sân       |
| ------------- |
| Cứng (17–6)   |
| Cỏ (0–1)      |
| Đất nện (5–2) |
| Thảm (1–4)    |

| Kết quả | Số thứ tự | Ngày              | Giải đấu                              | Mặt sân  | Đối thủ             | Tỷ số                                    |
| ------- | --------- | ----------------- | ------------------------------------- | -------- | ------------------- | ---------------------------------------- |
| Vô địch | 1.        | Tháng 10 năm 1989 | Basel, Thụy Sĩ                        | Cứng (i) | Stefan Edberg       | 7–6(8–6), 3–6, 2–6, 6–0, 7–5             |
| Vô địch | 2.        | Tháng 3 năm 1991  | Indian Wells, Mỹ                      | Cứng     | Guy Forget          | 4–6, 6–3, 4–6, 6–3, 7–6(7–4)             |
| Vô địch | 3.        | Tháng 3 năm 1991  | Key Biscayne, Mỹ                      | Cứng     | David Wheaton       | 4–6, 6–3, 6–4                            |
| Vô địch | 4.        | Tháng 6 năm 1991  | French Open, Paris, Pháp              | Đất nện  | Andre Agassi        | 3–6, 6–4, 2–6, 6–1, 6–4                  |
| Á quân  | 1.        | Tháng 9 năm 1991  | US Open, New York City, Mỹ            | Cứng     | Stefan Edberg       | 2–6, 4–6, 0–6                            |
| Á quân  | 2.        | Tháng 11 năm 1991 | ATP Championships, Frankfurt, Đức     | Thảm (i) | Pete Sampras        | 6–3, 6–7(5–7), 3–6, 4–6                  |
| Vô địch | 5.        | Tháng 1 năm 1992  | Australian Open, Melbourne, Australia | Cứng     | Stefan Edberg       | 6–3, 3–6, 6–4, 6–2                       |
| Á quân  | 3.        | Tháng 2 năm 1992  | San Francisco, Mỹ                     | Cứng (i) | Michael Chang       | 3–6, 3–6                                 |
| Á quân  | 4.        | Tháng 2 năm 1992  | Brussels, Bỉ                          | Thảm (i) | Boris Becker        | 7–6(7–5), 6–2, 6–7(10–12), 6–7(5–7), 5–7 |
| Vô địch | 6.        | Tháng 4 năm 1992  | Tokyo, Nhật Bản                       | Cứng     | Richard Krajicek    | 6–4, 6–4, 7–6(7–3)                       |
| Vô địch | 7.        | Tháng 4 năm 1992  | Hong Kong, Vương quốc Anh             | Cứng     | Michael Chang       | 7–5, 6–3                                 |
| Vô địch | 8.        | Tháng 5 năm 1992  | Rome, Ý                               | Đất nện  | Carlos Costa        | 7–6(7–3), 6–0, 6–4                       |
| Vô địch | 9.        | Tháng 6 năm 1992  | French Open, Paris, Pháp              | Đất nện  | Petr Korda          | 7–5, 6–2, 6–1                            |
| Á quân  | 5.        | Tháng 8 năm 1992  | Indianapolis, Mỹ                      | Cứng     | Pete Sampras        | 4–6, 4–6                                 |
| Á quân  | 6.        | Tháng 11 năm 1992 | ATP Championships, Frankfurt, Đức     | Thảm (i) | Boris Becker        | 4–6, 3–6, 5–7                            |
| Vô địch | 10.       | Tháng 2 năm 1993  | Australian Open, Melbourne, Australia | Cứng     | Stefan Edberg       | 6–2, 6–1, 2–6, 7–5                       |
| Vô địch | 11.       | Tháng 2 năm 1993  | Memphis, Mỹ                           | Cứng (i) | Todd Martin         | 5–7, 7–6(7–4), 7–6(7–4)                  |
| Vô địch | 12.       | Tháng 3 năm 1993  | Indian Wells, Mỹ                      | Cứng     | Wayne Ferreira      | 6–3, 6–3, 6–1                            |
| Á quân  | 7.        | Tháng 4 năm 1993  | Hong Kong, Vương quốc Anh             | Cứng     | Pete Sampras        | 3–6, 7–6(7–1), 6–7(2–7)                  |
| Vô địch | 13.       | Tháng 5 năm 1993  | Rome, Ý                               | Đất nện  | Goran Ivanišević    | 6–1, 6–2, 6–2                            |
| Á quân  | 8.        | Tháng 6 năm 1993  | French Open, Paris, Pháp              | Đất nện  | Sergi Bruguera      | 4–6, 6–2, 2–6, 6–3, 3–6                  |
| Á quân  | 9.        | Tháng 7 năm 1993  | Wimbledon, London, Vương quốc Anh     | Cỏ       | Pete Sampras        | 6–7(3–7), 6–7(6–8), 6–3, 3–6             |
| Vô địch | 14.       | Tháng 8 năm 1993  | Indianapolis, Mỹ                      | Cứng     | Boris Becker        | 7–5, 6–3                                 |
| Á quân  | 10.       | Tháng 4 năm 1994  | Nice, Pháp                            | Đất nện  | Alberto Berasategui | 4–6, 2–6                                 |
| Á quân  | 11.       | Tháng 10 năm 1994 | Lyon, Pháp                            | Thảm (i) | Marc Rosset         | 4–6, 6–7(2–7)                            |
| Vô địch | 15.       | Tháng 1 năm 1995  | Adelaide, Australia                   | Cứng     | Arnaud Boetsch      | 6–2, 7–5                                 |
| Vô địch | 16.       | Tháng 3 năm 1995  | Scottsdale, Mỹ                        | Cứng     | Mark Philippoussis  | 7–6(7–2), 6–4                            |
| Vô địch | 17.       | Tháng 4 năm 1995  | Tokyo, Nhật Bản                       | Cứng     | Andre Agassi        | 6–3, 6–4                                 |
| Vô địch | 18.       | Tháng 10 năm 1995 | Basel, Thụy Sĩ                        | Cứng (i) | Jan Siemerink       | 6–7(2–7), 7–6(7–5), 5–7, 6–2, 7–5        |
| Á quân  | 12.       | Tháng 10 năm 1995 | Toulouse, Pháp                        | Cứng (i) | Arnaud Boetsch      | 4–6, 7–6(7–5), 0–6                       |
| Vô địch | 19.       | Tháng 3 năm 1996  | Philadelphia, Mỹ                      | Thảm (i) | Chris Woodruff      | 6–4, 6–3                                 |
| Vô địch | 20.       | Tháng 1 năm 1997  | Doha, Qatar                           | Cứng     | Tim Henman          | 7–5, 6–7(5–7), 6–2                       |
| Vô địch | 21.       | Tháng 7 năm 1997  | Los Angeles, Mỹ                       | Cứng     | Thomas Enqvist      | 6–4, 6–4                                 |
| Vô địch | 22.       | Tháng 10 năm 1997 | Beijing, Trung Quốc                   | Cứng (i) | Magnus Gustafsson   | 7–6(12–10), 3–6, 6–3                     |
| Vô địch | 23.       | Tháng 4 năm 1998  | Orlando, Mỹ                           | Đất nện  | Michael Chang       | 7–5, 3–6, 7–5                            |
| Á quân  | 13.       | Tháng 2 năm 1999  | Memphis, Mỹ                           | Cứng (i) | Tommy Haas          | 4–6, 1–6                                 |

### Đôi: 11 (6 danh hiệu, 5 á quân)
| Giải đấu                      |
| ----------------------------- |
| Grand Slam (0–0)              |
| Year-end championships (0–0)  |
| ATP Masters Series (4–1)      |
| ATP Championship Series (0–1) |
| ATP World Series (2–3)        |

| Mặt sân       |
| ------------- |
| Cứng (3–2)    |
| Cỏ (0–0)      |
| Đất nện (3–3) |
| Thảm (0–0)    |

| Kết quả | Số thứ tự | Ngày              | Giải đấu               | Mặt sân  | Đồng đội          | Đối thủ                          | Tỷ số         |
| ------- | --------- | ----------------- | ---------------------- | -------- | ----------------- | -------------------------------- | ------------- |
| Á quân  | 1.        | Tháng 5 năm 1989  | Forest Hills, Mỹ       | Đất nện  | Pete Sampras      | Rick Leach Jim Pugh              | 4–6, 2–6      |
| Vô địch | 1.        | Tháng 5 năm 1989  | Rome, Ý                | Đất nện  | Pete Sampras      | Danilo Marcelino Mauro Menezes   | 6–4, 6–3      |
| Vô địch | 2.        | Tháng 5 năm 1990  | Hamburg, Tây Đức       | Đất nện  | Sergi Bruguera    | Udo Riglewski Michael Stich      | 7–6, 6–2      |
| Á quân  | 2.        | Tháng 5 năm 1990  | Rome, Ý                | Đất nện  | Martin Davis      | Sergio Casal Emilio Sánchez      | 6–7, 5–7      |
| Vô địch | 3.        | Tháng 3 năm 1991  | Indian Wells, Mỹ       | Cứng     | Javier Sánchez    | Guy Forget Henri Leconte         | 7–6, 3–6, 6–3 |
| Vô địch | 4.        | Tháng 8 năm 1993  | Montreal, Canada       | Cứng     | Mark Knowles      | Glenn Michibata David Pate       | 6–4, 7–6      |
| Á quân  | 3.        | Tháng 4 năm 1994  | Barcelona, Tây Ban Nha | Đất nện  | Javier Sánchez    | Yevgeny Kafelnikov David Rikl    | 7–5, 1–6, 4–6 |
| Vô địch | 5.        | Tháng 1 năm 1995  | Adelaide, Australia    | Cứng     | Patrick Rafter    | Byron Black Grant Connell        | 7–6, 6–4      |
| Á quân  | 4.        | Tháng 10 năm 1997 | Beijing, Trung Quốc    | Cứng (i) | Alex O'Brien      | Mahesh Bhupathi Leander Paes     | 5–7, 6–7      |
| Á quân  | 5.        | Tháng 1 năm 1999  | Adelaide, Australia    | Cứng     | Patrick Galbraith | Gustavo Kuerten Nicolás Lapentti | 4–6, 4–6      |
| Vô địch | 6.        | Tháng 4 năm 1999  | Orlando, Mỹ            | Đất nện  | Todd Woodbridge   | Bob Bryan Mike Bryan             | 7–6(7–4), 6–4 |

## ATP Tour Championships finals

### Á quân (2)
| Năm  | Giải đấu  | Đối thủ      | Tỷ số                 |
| 1991 | Frankfurt | Pete Sampras | 3–6, 7–6(5), 6–3, 6–4 |
| 1992 | Frankfurt | Boris Becker | 6–4, 6–3, 7–5         |

## Masters Series

### Vô địch (5)
| Năm  | Giải đấu         | Đối thủ          | Tỷ số                      |
| 1991 | Indian Wells     | Guy Forget       | 4–6, 6–3, 4–6, 6–3, 7–6(4) |
| 1991 | Miami            | David Wheaton    | 4–6, 6–3, 6–4              |
| 1992 | Rome             | Carlos Costa     | 7–6(3), 6–0, 6–4           |
| 1993 | Indian Wells (2) | Wayne Ferreira   | 6–3, 6–3, 6–1              |
| 1993 | Rome (2)         | Goran Ivanišević | 6–1, 6–2, 6–2              |

## Toàn bộ

### Vô địch đơn (23)
| Nhóm giải                  |
| Grand Slam (4)             |
| Year-End Championships (0) |
| ATP Masters Series (5)     |
| ATP World Series (9)       |

| Kiểu sân      |
| Cứng (17)     |
| Cỏ(0)         |
| Nện (5)       |
| Trải thảm (1) |

| TT. | Ngày                | Giải đấu             | Kiểu sân  | Đối thủ            | Tỷ số                         |
| 1.  | 9 tháng 10 năm 1989 | Basel, Thụy Sĩ       | Cứng (i)  | Stefan Edberg      | 7–6(6), 3–6, 2–6, 6–0, 7–5    |
| 2.  | 11 tháng 3 năm 1991 | Indian Wells, Hoa Kỳ | Cứng      | Guy Forget         | 4–6, 6–3, 4–6, 6–3, 7–6(4)    |
| 3.  | 25 tháng 3 năm 1991 | Key Biscayne, Hoa Kỳ | Cứng      | David Wheaton      | 4–6, 6–3, 6–4                 |
| 4.  | 10 tháng 6 năm 1991 | Pháp Mở rộng         | Nện       | Andre Agassi       | 3–6, 6–4, 2–6, 6–1, 6–4       |
| 5.  | 27 tháng 1 năm 1992 | Úc Mở rộng           | Cứng      | Stefan Edberg      | 6–3, 3–6, 6–4, 6–2            |
| 6.  | 13 tháng 4 năm 1992 | Tokyo, Nhật          | Cứng      | Richard Krajicek   | 6–4, 6–4, 7–6(3)              |
| 7.  | 20 tháng 4 năm 1992 | Hong Kong, Anh       | Cứng      | Michael Chang      | 7–5, 6–3                      |
| 8.  | 18 tháng 5 năm 1992 | Rome, Italy          | Nện       | Carlos Costa       | 7–6(3), 6–0, 6–4              |
| 9.  | 8 tháng 6 năm 1992  | Pháp Mở rộng         | Nện       | Petr Korda         | 7–5, 6–2, 6–1                 |
| 10. | 1 tháng 2 năm 1993  | Úc Mở rộng           | Cứng      | Stefan Edberg      | 6–2, 6–1, 2–6, 7–5            |
| 11. | 15 tháng 2 năm 1993 | Memphis, Hoa Kỳ      | Cứng (i)  | Todd Martin        | 5–7, 7–6(4), 7–6(4)           |
| 12. | 8 tháng 3 năm 1993  | Indian Wells, Hoa Kỳ | Cứng      | Wayne Ferreira     | 6–3, 6–3, 6–1                 |
| 13. | 17 tháng 5 năm 1993 | Rome, Italy          | Nện       | Goran Ivanišević   | 6–1, 6–2, 6–2                 |
| 14. | 23 tháng 8 năm 1993 | Indianapolis, Hoa Kỳ | Cứng      | Boris Becker       | 7–5, 6–3                      |
| 15. | 9 tháng 1 năm 1995  | Adelaide, Úc         | Cứng      | Arnaud Boetsch     | 6–2, 7–5                      |
| 16. | 6 tháng 3 năm 1995  | Scottsdale, Hoa Kỳ   | Cứng      | Mark Philippoussis | 7–6(2), 6–4                   |
| 17. | 17 tháng 4 năm 1995 | Tokyo, Nhật          | Cứng      | Andre Agassi       | 6–4, 6–3                      |
| 18. | 2 tháng 10 năm 1995 | Basel, Thụy Sĩ       | Cứng(i)   | Jan Siemerink      | 6–7(2), 7–6(5), 5–7, 6–2, 7–5 |
| 19. | 4 tháng 3 năm 1996  | Philadelphia, Hoa Kỳ | Trải thảm | Chris Woodruff     | 6–4, 6–3                      |
| 20. | 6 tháng 1 năm 1997  | Qatar, Doha          | Cứng      | Tim Henman         | 7–5, 6–7(5), 6–2              |
| 21. | 28 tháng 7 năm 1997 | Los Angeles, Hoa Kỳ  | Cứng      | Thomas Enqvist     | 6–4, 6–4                      |
| 22. | 6 tháng 10 năm 1997 | Bắc Kinh, Trung Quốc | Cứng(i)   | Magnus Gustafsson  | 7–6(10), 3–6, 6–3             |
| 23. | 27 tháng 4 năm 1998 | Orlando, Hoa Kỳ      | Nện       | Michael Chang      | 7–5, 3–6, 7–5                 |

### Á quân (13)
| TT. | Ngày                 | Giải đấu                          | Kiểu sân     | Đối thủ             | Tỷ số                             |
| 1.  | 9 tháng 9 năm 1991   | Mỹ Mở rộng                        | Cứng         | Stefan Edberg       | 2–6, 4–6, 0–6                     |
| 2.  | 18 tháng 11 năm 1991 | ATP Championships, Frankfurt, Đức | Trải thảm    | Pete Sampras        | 6–3, 6–7(5), 3–6, 4–6             |
| 3.  | 10 tháng 2 năm 1992  | San Francisco, Hoa Kỳ             | Cứng (i)     | Michael Chang       | 3–6, 3–6                          |
| 4.  | 17 tháng 2 năm 1992  | Brussels, Bỉ                      | Trải thảm    | Boris Becker        | 7–6(5), 6–2, 6–7(10), 6–7(5), 5–7 |
| 5.  | 24 tháng 8 năm 1992  | Indianapolis, Hoa Kỳ              | Cứng         | Pete Sampras        | 4–6, 4–6                          |
| 6.  | 23 tháng 11 năm 1992 | ATP Championships, Frankfurt, Đức | Trải thảm    | Boris Becker        | 4–6, 3–6, 5–7                     |
| 7.  | 19 tháng 4 năm 1993  | Hong Kong, Anh                    | Cứng         | Pete Sampras        | 3–6, 7–6(1), 6–7(2)               |
| 8.  | 7 tháng 6 năm 1993   | Pháp Mở rộng                      | Nện          | Sergi Bruguera      | 4–6, 6–2, 2–6, 6–3, 3–6           |
| 9.  | 5 tháng 7 năm 1993   | Wimbledon, London, Anh            | Cỏ           | Pete Sampras        | 6–7(3), 6–7(6), 6–3, 3–6          |
| 10. | 18 tháng 4 năm 1994  | Nice, Pháp                        | Nện          | Alberto Berasategui | 4–6, 2–6                          |
| 11. | 24 tháng 10 năm 1994 | Lyon, Pháp                        | Trải thảm    | Marc Rosset         | 4–6, 6–7(2)                       |
| 12. | 9 tháng 10 năm 1995  | Toulouse, Pháp                    | Trải thảm(i) | Arnaud Boetsch      | 4–6, 7–6(5), 0–6                  |
| 13. | 26 tháng 2 năm 1999  | Memphis, Hoa Kỳ                   | Cứng (i)     | Tommy Haas          | 4–6, 1–6                          |

### Đánh Đôi

#### Vô địch(6)
| TT. | Ngày                | Giải đấu                         | Kiểu sân | Đồng đội        | Đối thủ                        | Tỷ số         |
| 1.  | 22 tháng 5 năm 1989 | Rome, Italy                      | Nện      | Pete Sampras    | Danilo Marcelino Mauro Menezes | 6–4, 6–3      |
| 2.  | 14 tháng 5 năm 1990 | Hamburg, Đức                     | Nện      | Sergi Bruguera  | Udo Riglewski Michael Stich    | 7–6, 6–2      |
| 3.  | 11 tháng 3 năm 1991 | Indian Wells, California, Hoa Kỳ | Cứng     | Javier Sánchez  | Guy Forget Henri Leconte       | 7–6, 3–6, 6–3 |
| 4.  | 19 tháng 4 năm 1993 | Montreal, Canada                 | Cứng     | Mark Knowles    | Glenn Michibata David Pate     | 6–4, 7–6      |
| 5.  | 9 tháng 1 năm 1995  | Adelaide, Úc                     | Cứng     | Patrick Rafter  | Byron Black Grant Connell      | 7–6, 6–4      |
| 6.  | 26 tháng 4 năm 1999 | Orlando, Florida, Hoa Kỳ         | Nện      | Todd Woodbridge | Bob Bryan Mike Bryan           | 7–6(4), 6–4   |

#### Á quân(5)
| TT. | Ngày                     | Giải đấu                       | Kiểu sân | Đồng đội          | Đối thủ                          | Tỷ số         |
| 1.  | 8 tháng 5 năm 1989       | Forest Hills, New York, Hoa Kỳ | Nện      | Pete Sampras      | Rick Leach Jim Pugh              | 6–4, 6–2      |
| 2.  | ngày 21 tháng 5 năm 1990 | Rome, Italy                    | Nện      | Martin Davis      | Sergio Casal Emilio Sánchez      | 7–6, 7–5      |
| 3.  | 11 tháng 4 năm 1994      | Barcelona, Tây Ban Nha         | Nện      | Javier Sánchez    | Yevgeny Kafelnikov David Rikl    | 5–7, 6–1, 6–4 |
| 4.  | 6 tháng 10 năm 1997      | Bắc Kinh, Trung Quốc           | Cứng (i) | Alex O'Brien      | Mahesh Bhupathi Leander Paes     | 7–5, 7–6      |
| 5.  | 11 tháng 1 năm 1999      | Adelaide, Úc                   | Cứng     | Patrick Galbraith | Gustavo Kuerten Nicolás Lapentti | 6–4, 6–4      |